# Сражение в Датском проливе
Сражение в Датском проливе (англ. Battle of the Denmark Strait) — морское сражение во время Второй мировой войны между кораблями флота Великобритании и кригсмарине (военно-морских сил нацистской Германии). Британский линкор «Принц Уэльский» и линейный крейсер «Худ» пытались воспрепятствовать германскому линкору «Бисмарк» и тяжёлому крейсеру «Принц Ойген» прорваться через Датский пролив в Северную Атлантику.

## Военно-стратегическая ситуация

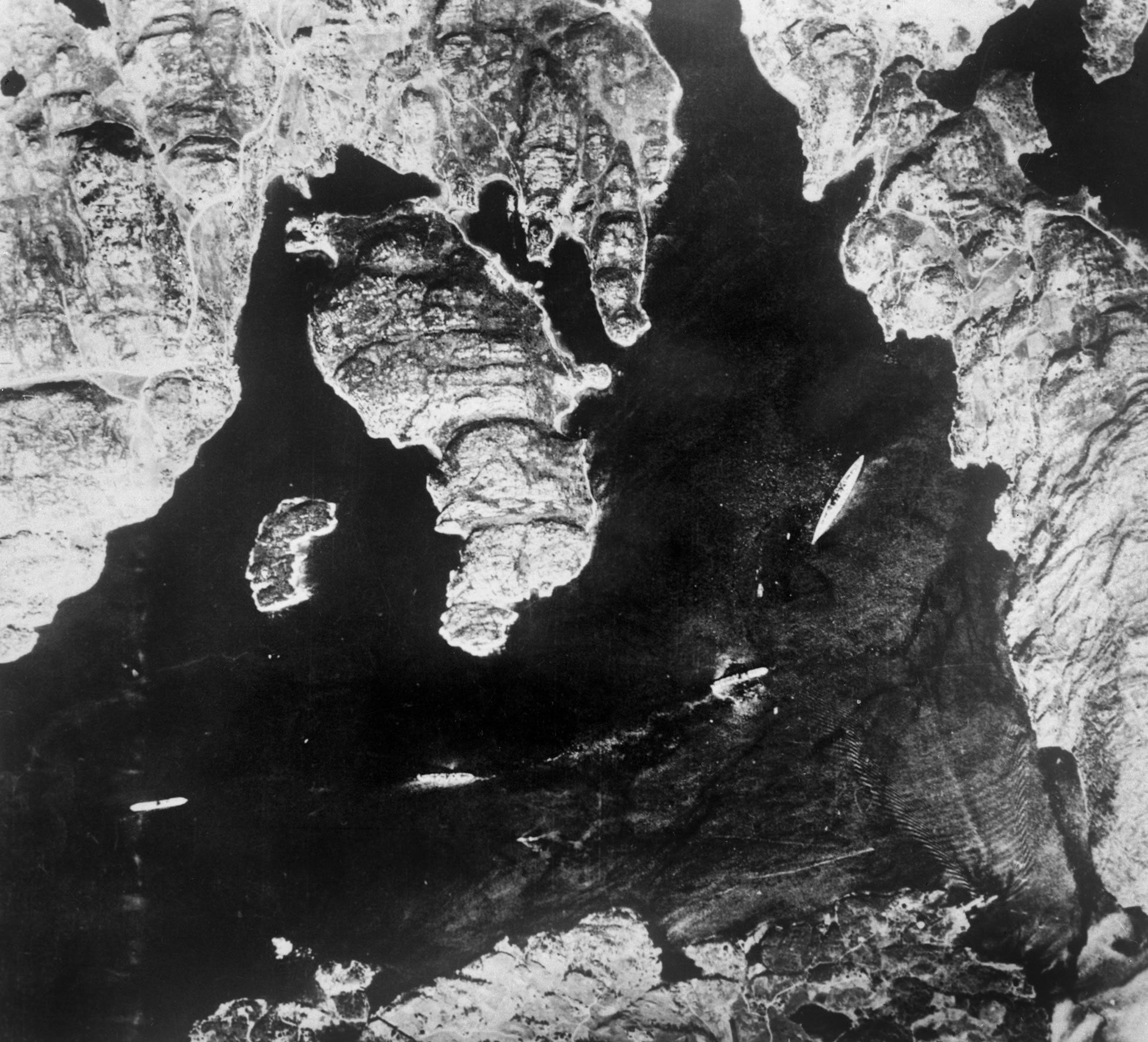
Фото немецких кораблей, сделанное в период с 21 по 22 мая 1941 года с самолёта-разведчика.

Операция «Рейнские учения» предусматривала выход линкора «Бисмарк» и тяжёлого крейсера «Принц Ойген» в Атлантический океан через Датский пролив. Главной целью операции был выход на морские коммуникации британского торгового флота. Предполагалось, что «Бисмарк» будет связывать боем эскорт конвоев, в то время как «Принц Ойген» будет топить торговые суда. Командиром операции был назначен вице-адмирал Гюнтер Лютьенс, который просил командование отложить начало похода, для того чтобы к нему смог присоединиться проходящий испытания линкор «Тирпиц», ремонтируемый линкор «Гнейзенау» или стоявший в Бресте линкор «Шарнхорст». Однако главнокомандующий кригсмарине адмирал Эрих Редер не поддержал Лютьенса и 18 мая 1941 года «Принц Ойген» и «Бисмарк» вышли в море.
20 мая немецкие корабли были замечены со шведского крейсера «Готланд», в этот же день об эскадре из двух крупных боевых кораблей сообщили представители норвежского сопротивления. 21 мая Великобритания получила от своего военного атташе при посольстве Швеции сообщение об обнаружении в проливе Каттегат двух больших немецких кораблей. С 21 по 22 мая немецкие корабли встали на стоянку во фьорде недалеко от норвежского Бергена, где были перекрашены, а «Принц Ойген» дозаправлен. «Бисмарк» по неизвестным причинам не дозаправлялся. Пока корабли были на стоянке, их удалось сфотографировать самолёту-разведчику ВВС Англии. Теперь английские адмиралы точно идентифицировали «Бисмарк».
Командующий английским флотом Метрополии адмирал Джон Тови практически сразу отправил линкор «Принц Уэльский» и линейный крейсер «Худ» в сопровождении эсминцев «Электра», «Ахатес», «Энтелоп», «Энтони», «Эхо» и «Икарус» к юго-западному побережью Исландии. Крейсер «Саффолк» должен был пойти на соединение с находящимся в Датском проливе крейсером «Норфолк». Лёгкие крейсера «Бирмингем», «Манчестер» и «Аретуза» должны были патрулировать в проливе между Фарерскими островами и Исландией. В ночь на 22 мая сам адмирал Тови во главе эскадры из линкора «Кинг Джордж V» и авианосца «Викториес» с эскортом вышел из базы флота Скапа-Флоу. Эта эскадра должна была поджидать немецкие корабли к северо-западу от Шотландии, где должна была встретиться с линейным крейсером «Рипалс».
Вечером 23 мая британские крейсеры «Норфолк» и «Саффолк» обнаружили группу «Бисмарка», шедшую со скоростью 27 узлов в Датском проливе. Погода ухудшалась и вице-адмирал Холланд, командующий эскадрой, сообщил эсминцам: «Если вы не можете сохранять эту скорость, мне придётся идти без вас. Вы должны следовать со своей лучшей скоростью». С помощью недавно установленного радара, «Саффолк» отслеживал движение «Бисмарка» в течение ночи и передавал его координаты основным силам. План британцев заключался в том, чтобы сблизиться с «Бисмарком» с тёмной (южной) стороны, при том, что силуэт немецких кораблей был бы виден на светлом фоне северной части неба. Однако в 00:28 «Саффолк» потерял контакт с «Бисмарком» и план не сработал: опасаясь потерять «Бисмарк», Холланд приказал прекратить движение в оптимальную точку встречи и повернуть на юго-юго-запад, отправив при этом эсминцы на север. В это время германские корабли, стремясь обойти паковый лёд, в 00:41 изменили курс, в результате чего группа эсминцев прошла мимо на расстоянии всего 10 миль, не заметив противника. В 2:15 24 мая эсминцам приказали разделиться по интервалам в 15 миль, чтобы пробраться к северу. Незадолго до 03:00 «Саффолк» вновь обнаружил «Бисмарк» на радаре и передал его координаты. «Худ» и «Принц Уэльский» находились в этот момент на расстоянии 35 миль (65 км), немного впереди по курсу немцев. Холланд приказал довернуть в сторону противника и увеличить скорость до 28 узлов. Британские корабли оказались в невыгодном положении: встреча под тупым углом означала бой на длинной дистанции, при котором тонкая палубная броня «Худа» попадала под навесной огонь. Ситуация ещё более ухудшилась в 03:20, когда «Бисмарк» сделал ещё один доворот к западу: теперь эскадры шли практически параллельным курсом.

## Ход сражения
В 05:35 24 мая дозорные с «Принца Уэльского» заметили германскую эскадру на расстоянии 17 миль (28 км). Немцы знали о присутствии противника из показаний гидрофонов и вскоре также заметили на горизонте мачты британских кораблей. У Холланда был выбор: либо продолжать сопровождение «Бисмарка», ожидая прибытия линкоров эскадры адмирала Тови, или атаковать самостоятельно. Холланд решил атаковать и в 05:37 отдал приказ на сближение с противником.
в 05:52 «Худ» открыл огонь с дистанции примерно 13 миль (24 км).
«Худ» полным ходом продолжал сближение с противником, стремясь сократить время нахождения под навесным огнём. Тем временем немецкие корабли пристрелялись по линейному крейсеру: первый 203-мм снаряд с «Принца Ойгена» попал в среднюю часть «Худа» рядом с кормовой 102-мм установкой и вызвал сильный пожар боезапаса снарядов и ракет. В 05:55 Холланд приказал выполнить поворот на 20 градусов влево, чтобы кормовые башни также могли вести огонь по «Бисмарку».
Примерно в 06:00, ещё не завершив поворот, крейсер был накрыт залпом «Бисмарка» с дистанции от 8 до 9,5 миль (15 — 18 км). Практически немедленно в районе грот-мачты возник гигантский фонтан огня и произошёл мощный взрыв, разорвавший крейсер пополам. Корма «Худа» быстро затонула. Носовая часть поднялась и некоторое время раскачивалась в воздухе, после чего затонула и она. В последний момент обречённый экипаж носовой башни сделал ещё один залп. «Принц Уэльский», находившийся на расстоянии полумили, был засыпан обломками «Худа».
Линейный крейсер затонул за три минуты, унеся с собой 1415 человек, включая вице-адмирала Холланда. Спаслись лишь трое моряков, которых подобрал подошедший через два часа эсминец HMS «Электра». После гибели «Худа» «Принц Уэльский» оказался под огнём сразу двух кораблей, и отступил после получения нескольких попаданий и отказа своих ещё не доведённых башен ГК. При этом он успел нанести попадание в «Бисмарк», определившее дальнейший ход боя — один из снарядов вскрыл на «Бисмарке» одно из нефтехранилищ, и отчётливо видимый нефтяной след не позволял «Бисмарку» оторваться от преследовавших его британских кораблей. 
Через трое суток после сражения в Датском проливе, спасающийся от преследования «Бисмарк» примет свой последний бой примерно в 560 км к западу от французского Бреста, в ходе которого погибнет вместе с большей частью своего экипажа.